# Frédéric Beigbeder
Frédéric Beigbeder (n. 21 septembrie 1965, Neuilly-sur-Seine, Région parisienne, Franța) este un scriitor și un critic literar francez. El a câștigat premiul Prix Interallié în 2003 pentru nuvela sa, ”Windows of the world” și premiul Prix Renaudot în noiembrie 2009 pentru cartea „Un roman français”. El este, de asemenea, creatorul premiilor Flore (fondat în 1994, luându-și numele de la celebra cafenea pariziană Café de Flore din Saint-Germain-des-Prés) și Sade.

## Biografie
Beigbeder s-a născut într-o familie de bună condiție din Neuilly-sur-Seine, Hauts-de-Seine. Mama sa, Christine de Chasteigner, este traducătoarea romanelor romantice intitulate și „mawkish” ale scriitoarei engleze Barbara Cartland; fratele său, Charles Beigbeder, este un om de afaceri. Beigbeder a studiat la liceele Lycée Montaigne și Louis-le-Grand, iar mai târziu la Institut d'Etudes Politiques din Paris. După absolvire, la vârsta de 24 de ani, he a început să lucreze în publicitate, realizator de programe radio și televiziune, jurnalist, editor (la editura Flammarion).
În 2002, a prezentat talk show-ul TV „Hypershow” la postul francez Canal+, avându-i co-prezentatori pe Jonathan Lambert, Sabine Crossen și Henda. În același an a fost consilierul candidatului Partidului Francez Comunist, Robert Hue pentru alegerile prezidențiale.
În 2005, este, cu alți autori, Alain Decaux și Jean-Pierre Thiollet, un membru al Salon du livre (Beirut)
Din 2010 scrie pentru ziarul Le Figaro.

## Viața privată
Beigbeder a admis că cele mai multe romane ale sale sunt aproape autobiografice și că personajul Octave din „99 francs” și „Au secours”, este sub multe aspecte avatarul său. Pe de altă parte s-a contrazis declarând: „Sunt mult mai normal în viața reală decât în cărțile mele.” și că acesta este motivul pentru care nu se aseamănă cu personajele din romanele sale.
Este divorțat și are o fiică, Chloé.
În 2008, a fost arestat pentru că a prizat cocaină într-o mașină în Paris, în districtul 8. De asemenea, avea asupra sa 2,6 grame de cocaină.
Beigbeder lucrează cu firma de automobile Volkswagen pentru realizarea unui model urban.
Are o relație cu o anume Apollinariya, o rusoaică mai mare cu 18 ani decât el. Beigbeder a descris-o ca „cel mai frumos lucru pe care l-a văzut vreodată.”

## Opere

### Romane
- 1997: „Vacances dans le Coma” (tradus în limba engleză de Frank Wynne)
- 1997: „L’amour dure trois ans” (tradus în limba engleză de Frank Wynne)
- 2000: „99 Francs” (reintitulat „14,99 euro” după introducerea monedei unice europene), Grasset (tradus în limba engleză de Adriana Hunter)
- 2003: „Windows on the World”, Grasset (tradus în limba engleză de Frank Wynne)
- 2005: „L'égoïste romantique”, Grasset [11]
- 2007: „Au secours pardon”, Grasset

### Eseuri
- 2001: „Dernier inventaire avant liquidation”, Grasset
- 2011: „Premier bilan après l'apocalypse”, Grasset

### Cărți umoristice
- 2002: „Rester Normal Dargaud”
- 2004: „Rester Normal à Saint-Tropez Dargaud”

### Filme
- 2007: „99 Francs”, regizor Jan Kounen
- 2012: „L'amour dure trois ans”, regizor Frederic Beigbeder